# Лі Тін (тенісистка, 1991)
Лі Тін (нар. 15 лютого 1991) — колишня китайська тенісистка.
Найвищу одиночну позицію світового рейтингу — 528 місце досягла 13 червня 2011, парну — 239 місце — 17 жовтня 2011 року.
Здобула 7 парних титулів туру ITF.
Завершила кар'єру 2013 року.

## Фінали

### Одиночний розряд (0–1)
| Турніри $100,000 |
| Турніри $75,000  |
| Турніри $50,000  |
| Турніри $25,000  |
| Турніри $15,000  |
| Турніри $10,000  |

| Результат | Ранг | Дата           | Турнір                     | Покриття   | Суперниця    | Рахунок  |
| Поразка   | 1.   | 20 травня 2013 | Таракан (місто), Індонезія | Тверде (i) | Йована Якшич | 3–6, 2–6 |

### Парний розряд (7–0)
| Результат | Ранг | Дата            | Турнір           | Покриття | Партнерка           | Суперниці                        | Рахунок               |
| Перемога  | 1.   | 16 березня 2008 | Пінго, КНР       | Тверде   | Чжоу Імяо           | Нацумі Хамамура Ремі Тедзука     | 6–1, 4–6, [10–8]      |
| Перемога  | 2.   | 21 лютого 2011  | Мумбаї, Індія    | Тверде   | Хісамі Канае        | Han Sung-hee Варатчая Вонгтінчай | 6–1, 7–5              |
| Перемога  | 3.   | 30 квітня 2011  | Бангкок, Таїланд | Тверде   | Ай Ямамото          | Напатсакорн Санкаев Ян Цзи       | 7–6(8–6), 6–4         |
| Перемога  | 4.   | 9 травня 2011   | Бангкок, Таїланд | Тверде   | Чжао Їцзін          | Аю-Фані Дамаянті Лавінія Тананта | 6–7(2–7), 6–4, 6–4    |
| Перемога  | 5.   | 28 травня 2011  | Бангкок, Таїланд | Тверде   | Варатчая Вонгтінчай | Аю-Фані Дамаянті Лавінія Тананта | 6–1, 6–4              |
| Перемога  | 6.   | 3 червня 2011   | Бангкок, Таїланд | Тверде   | Варатчая Вонгтінчай | Аю-Фані Дамаянті Лавінія Тананта | 5–7, 7–6(7–5), [10–5] |
| Перемога  | 7.   | 9 липня 2012    | Huzhu, КНР       | Ґрунт    | Лян Чень            | Лі Їхон Тянь Жань                | 7–5, 3–6, [10–6]      |